# Moneurium subflavum
Moneurium subflavum là một loài Rêu trong họ Stereophyllaceae. Loài này được (Hook. f. & Wilson) Müll. Hal. mô tả khoa học đầu tiên năm 1922.